# Ghețarul Fox

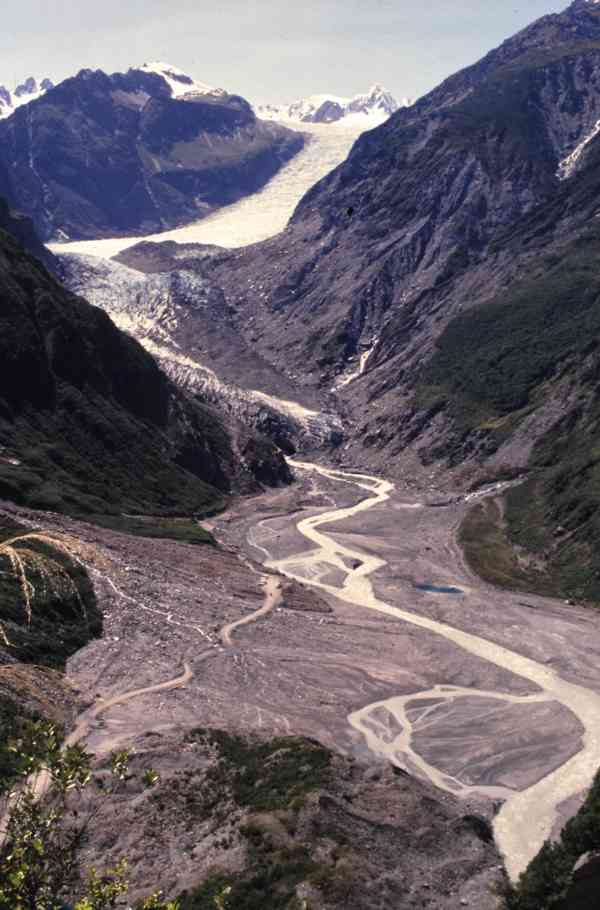
Ghețarul Fox

Ghețarul Fox (engleză Fox Glacier) este un ghețar în vestul Parcului Național Mount-Cook pe insula de sud ce aparține de Noua Zeelandă. El a fost numit după fostul prim ministru William Fox (1812 - 1893) care a vizitat ghețarul. După o perioadă de retragere de un secol, ghețarul din anul 1985 a început să înainteze cu 40 de cm pe zi. Ca și vecinul său Ghețarul Franz-Josef, este alimentat de Alpii din Sud (Noua Zeelandă) (engl.: Southern Alps) (3.754 m). Apa rezulatată prin topirea ghețarului se varsă în Marea Tasmaniei. Vizitarea ghețarului este oragnizată pentru turiști în localitatea „Fox Glacier Village” din apropiere.

Coordonate: 43° 30′ 15″ S, 170° 5′ 26″ E